# Бакаевский сельсовет (Башкортостан)
Бакаевский сельсовет — муниципальное образование в Кушнаренковском районе Башкортостана.
Административный центр — село Бакаево.

## История
Согласно Закону о границах, статусе и административных центрах муниципальных образований в Республике Башкортостан имеет статус сельского поселения.

## Население
| 2002 | 2009  | 2010 | 2012 | 2013 | 2014 | 2015 |
| ---- | ----- | ---- | ---- | ---- | ---- | ---- |
| 1080 | ↗1081 | ↘897 | ↘871 | ↘867 | ↗870 | ↘861 |
| 2016 | 2017  | 2018 |      |      |      |      |
| ↘854 | ↘851  | ↘840 |      |      |      |      |

## Состав сельского поселения
| № | Населённый пункт | Тип населённого пункта       | Население |
| - | ---------------- | ---------------------------- | --------- |
| 1 | Бакаево          | село, административный центр | ↘446      |
| 2 | Верхнесаитово    | деревня                      | ↘242      |
| 3 | Нижнесаитово     | деревня                      | ↘106      |
| 4 | Новобакаево      | деревня                      | ↘65       |
| 5 | Мавлютово        | деревня                      | ↗38       |

## Известные уроженцы
- Валеев, Абдулла Хабиевич (1922 — 24 января 1944) —  участник Великой Отечественной войны, Герой Советского Союза[14].

## Достопримечательности
- 13 сентября 2014 г. в 1,5 км к западу от села модераторами башкирского общереспубликанского сообщества «102» установлен памятный знак в точке с географическими координатами 55°00’00" северной широты 55°00’00" восточной долготы. Он выполнен в виде указателя направлений и расстояний до столиц стран, входящих в международные альянсы ШОС и БРИКС, встреча лидеров которых проходила Уфе в июле 2015 года[15].